# 牙刷
牙刷，或稱齒抿，是用於刷牙的一種刷子。它的结构，是将嵌满一束束高密度刷毛的刷头安装在握把上，促进清洁口腔中难以触及的区域。一般刷牙時都會在牙刷上加上牙膏以提高刷牙的功效。市面上的牙刷有各式各样的尺寸、形式、和刷毛材质可供选择。大部分的牙医师都推荐软刷毛的牙刷，因为过硬的刷毛可能会破坏牙釉質并且刺激牙齦。电动牙刷可減少用户刷牙時手部的反复運動。有可靠證據證明電動牙刷的清潔效果優於傳統牙刷。目前最新型的牙刷是超声波牙刷。

## 历史
中國唐代人們將楊柳枝頭咬扁，蘸藥水揩齒，目前已知最早的以毛为介质的刷牙工具是成都指挥街唐宋遗址中的晚唐地层所发现的四支牙刷。牙刷最早的普及使用則出現於北宋中葉，用竹木做柄，一頭植上馬尾，沾上青鹽和藥材製成的牙粉，当时称之为“刷牙子”。西方傳統清潔牙齒的方法是用一塊碎布揉刷牙齒，此方法至少於古羅馬時代已經存在。牙刷至17世紀方出現，至19世紀才廣泛流行。1938年杜邦化工推出以合成纖維（多數是尼龍）代替動物猔毛的牙刷，第一支以尼龍紗線作刷毛的牙刷於該年2月24日上市。
第一支電動牙刷名為「the Broxodent」，由(Philippe-G. WOOG, Ph. D.Toulouse University) 於1954年開發，由施貴寶製葯（Squibb Pharmaceutical）於1959年美國牙醫學會百周年紀念時推出。
2003年1月，根據勒梅爾森—麻省理工發明指數（Lemelson-MIT Invention Index），牙刷獲選為「美國人生活不可或缺的發明」第一位，擊敗了汽車、個人電腦、手提電話和微波爐。

## 牙刷的种类

### 电动牙刷
电动牙刷产生自动而快速的刷毛振动。而超声波牙刷的超声波波动则是由压电晶体产生。电动牙刷可根据其振动的速度分类为一般的电动牙刷、声波牙刷或着超声波牙刷。如果牙刷的振动速度快得足以产生在可听音频范围内的嗡嗡声（20Hz 至 20,000Hz），就可归类为声波牙刷。任何振动速度超过这个范围的电动牙刷则可归类为超声波牙刷。某些超声波牙刷(例如Megasonex和Ultreo超声波牙刷)同时具有音波和超声波的波动。
牙刷的驱动电机提供动力，使牙刷产生音速或慢于音速的振动。而超声波牙刷的超声波波动则是由压电晶体产生。

### 牙間刷

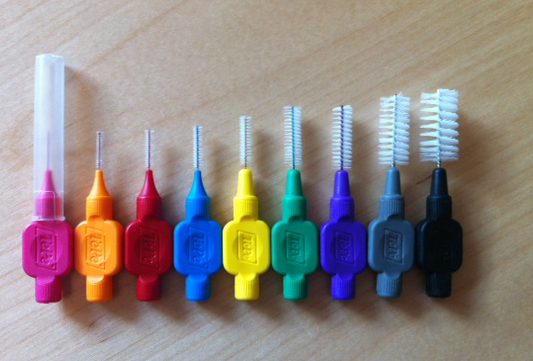
TePe牙间刷，根据ISO 16409进行颜色编码。

牙間刷是一種前端細小，刷毛可360度旋轉的牙刷；用來清潔齒縫、牙齒及牙齦之間或着牙套和牙齿之间的污垢（食物殘渣或牙菌斑）。

### 咀嚼式牙刷

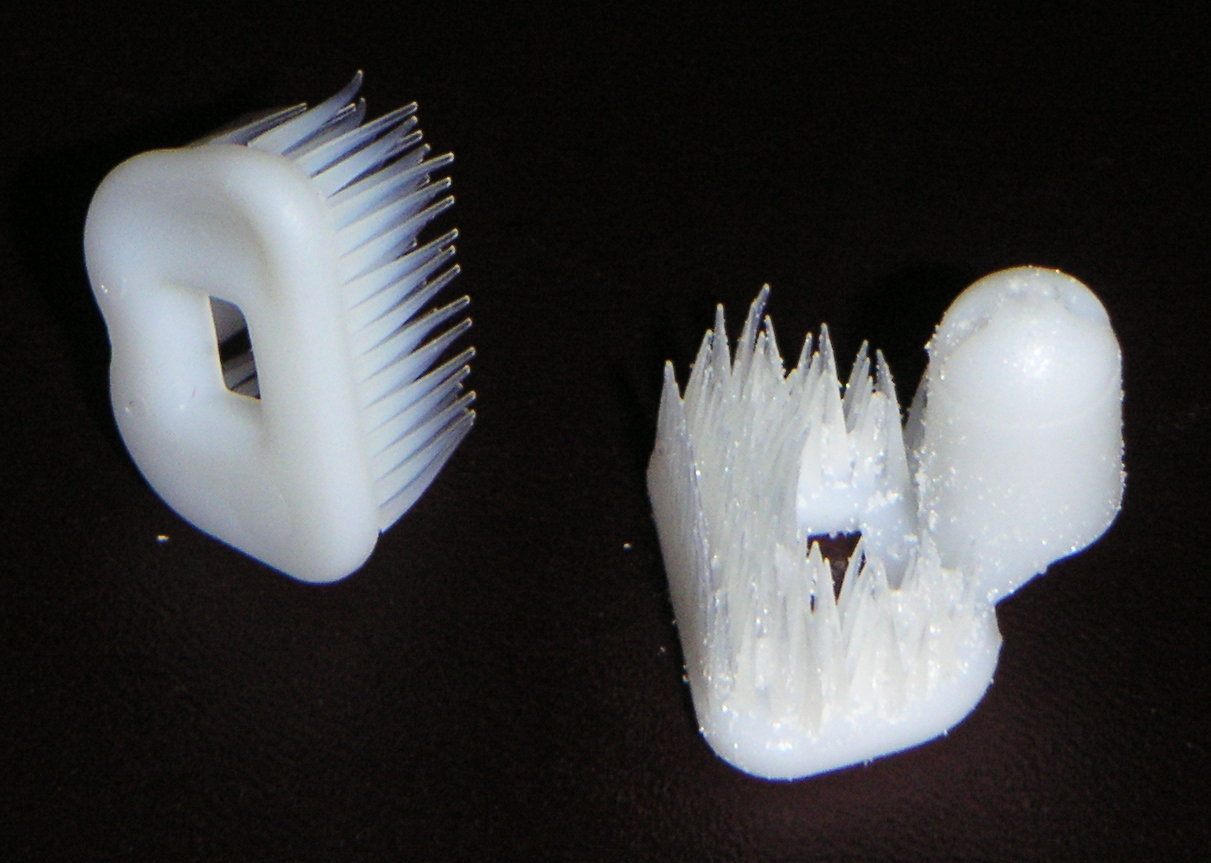
咀嚼式牙刷

咀嚼式牙刷是一种无握把、一次性使用的迷你牙刷。这种采用模具制成的塑料牙刷的使用方式是在口腔中将其咀嚼以达到洁牙的效果。
咀嚼式牙刷上面有高低不平的尖刺，内含木糖醇和氟化物，其表面的276个小尖头让人们直接咀嚼就能去 除牙缝间的残留物，并为牙齿涂上保护膜。
它使用时非常简单，只需咀嚼一段时间 后吐出来扔掉即可。

## 注意事项
不正确的口腔卫生习惯可能会对牙齿造成损害。在刷牙时应避免施加太多压力或着刷洗力道过猛(尤其在牙龈边缘)，也应避免使用侵蚀力强的牙膏，在食用或饮用含酸性物质的食物和饮料后应至少等30分钟后再刷牙。刷毛较硬的牙刷可以更快速的清除牙菌斑，但可能会伤害牙齿和牙龈。若要在洁牙效率和保护牙齿及牙龈两者之间取得最佳平衡，建议使用软硬适中或着软刷毛的牙刷，并加长刷牙的时间。
一项伦敦大学学院的研究发现，由10个全国牙医学会、牙膏和牙刷公司、以及牙科医学课本针对刷牙所提供的建议缺乏一致性。

## 卫生
- 不建议共享牙刷。除了一般的卫生问题外，共享牙刷也有传播血源性疾病（例：丙型肝炎）的风险。[12]
- 在使用牙刷后，建议用水冲洗牙刷，将刷毛的水分甩干，然后将牙刷风干。
- 弯曲或磨损的刷毛会降低洁牙的效率，所以在刷毛看似磨损时应该替换牙刷（大约在开始使用牙刷的6-16周之后）。

## 外部連結
- CNN：牙刷壓倒汽車成為首要發明 （页面存档备份，存于）（英文）